# سعد عمر العلوان
سعد عمر العلوان الفليح الوزني الخفاجي هو كاتب وسياسي عراقي شغل مناصب مختلفة خلال العهد الملكي في العراق. ولد في كربلاء عام 1915 وتوفي عام 1971.

## مناصبه
شغل سعد عمر منصب مندوب عن لواء كربلاء (كانت تشمل كربلاء والنجف) في مجلس النواب العراقي لعدة دورات.
كما شغل منصب وزير الشؤون الاجتماعية في وزارة علي جودت الأيوبي الثانية عام 1949-1950، ثم شغل منصب وزير المعارف في وزارة توفيق السويدي الثالثة عام 1950.

## عائلته
كان والده الشيخ عمر العلوان (1880-1932) رئيس عشيرة الوزون الخفاجية، وكان من زعماء ثورة العشرين، وكان عضوا في المجلس التأسيسي عام 1924 عن لواء كربلاء. وقد عرف عنه أنه صاحب قانون "من زين لك هذا؟".
خلف سعد عمر والده في زعامة العشيرة، ثم الشيخ خطاب عمر العلوان، ثم الشيخ عامر خطاب قاضي كربلاء، ثم الشيخ الحقوقي علي خطاب عمر العلوان، وهو الشيخ الحالي للعشيرة.
وللشيخ علي خطاب ولدين هما عمر وهو صيدلاني، وزيد وهو مهندس.